# Gerhard Tolzien
Gerhard Wilhelm Helmut Adolf Theodor Tolzien (* 14. Februar 1870 in Klaber; † 28. Februar 1946 in Malchin, begr. Basedow (Mecklenburg)) war ein lutherischer Theologe, Volksmissionar und der einzige Landesbischof von Mecklenburg-Strelitz.

## Leben und Werk
Gerhard Tolzien war ein jüngerer Sohn des Pastors Wilhelm Tolzien (1830–1899) und dessen Frau Klara Karoline Charlotte Henriette Johanna, geb. Kliefoth (* 1843), einer Tochter des mecklenburg-schwerinschen Oberkirchenratspräsidenten D. Theodor Kliefoth.
Das Theologiestudium absolvierte Tolzien in Leipzig und Rostock, wo er den örtlichen Wingolfsverbindungen beitrat. Danach wurde er 1897 zunächst Prädikant bei seinem Vater in Klaber. Danach war er als Hilfsprediger 1898 in Neustadt und 1899 in Zweedorf tätig, bis er im Jahre 1900 seine erste Pfarrstelle in Grevesmühlen übernahm.
Bereits 1905 wechselte er als Gemeindepfarrer nach Pinnow (bei Schwerin) und erhielt im Jahre 1911 die Berufung zum Domprediger in Schwerin.
Im Jahre 1916 übernahm Tolzien das Amt eines Landessuperintendenten und Konsistorialrats in Neustrelitz. Als 1920 die Kirchenverfassung der Landeskirche Mecklenburg-Strelitz in Kraft trat, wurde Tolzien Oberkirchenrat und ein Jahr später Landesbischof der Landeskirche Mecklenburg-Strelitz.
Im Jahre 1919 wurde Tolzien zum Ehrendoktor der Theologischen Fakultät der Universität Rostock ernannt.
Das Bischofsamt bekleidete er zwölf Jahre lang, bis er 1933 wegen seiner kritischen Haltung gegenüber der nationalsozialistischen (Kirchen-)Politik amtsenthoben wurde und damit der einzige Landesbischof von Mecklenburg-Strelitz blieb. Sein geschäftsführender bzw. bevollmächtigter Nachfolger wurde Johannes Heepe, ab Oktober 1933 mit dem Titel Landespropst, bis zur Wiedervereinigung der beiden mecklenburgischen Freistaaten und Landeskirchen Anfang 1934.
Der Patron der Kirche von Basedow, Graf Hahn, nutzte sein Präsentationsrecht, um Tolzien eine Berufung nach Basedow zu ermöglichen. Hier wirkte er von 1933 bis zu seinem Tode 1946 als Pastor.
Gerhard Tolzien war im weiteren Umkreis berühmt geworden durch seine zahlreichen Predigtbücher, die er in der Zeit des Ersten Weltkrieges verfasste und die, wie seine späteren Werke auch, eine weite Verbreitung fanden.
Tolzien war seit 1901 verheiratet mit Martha (1880–1972), einer Tochter des Schweriner Superintendenten Paul Bard (1839–1927). Er hatte vier Kinder, darunter der Journalist und Schriftsteller Gerd Tolzien (1902–1992).

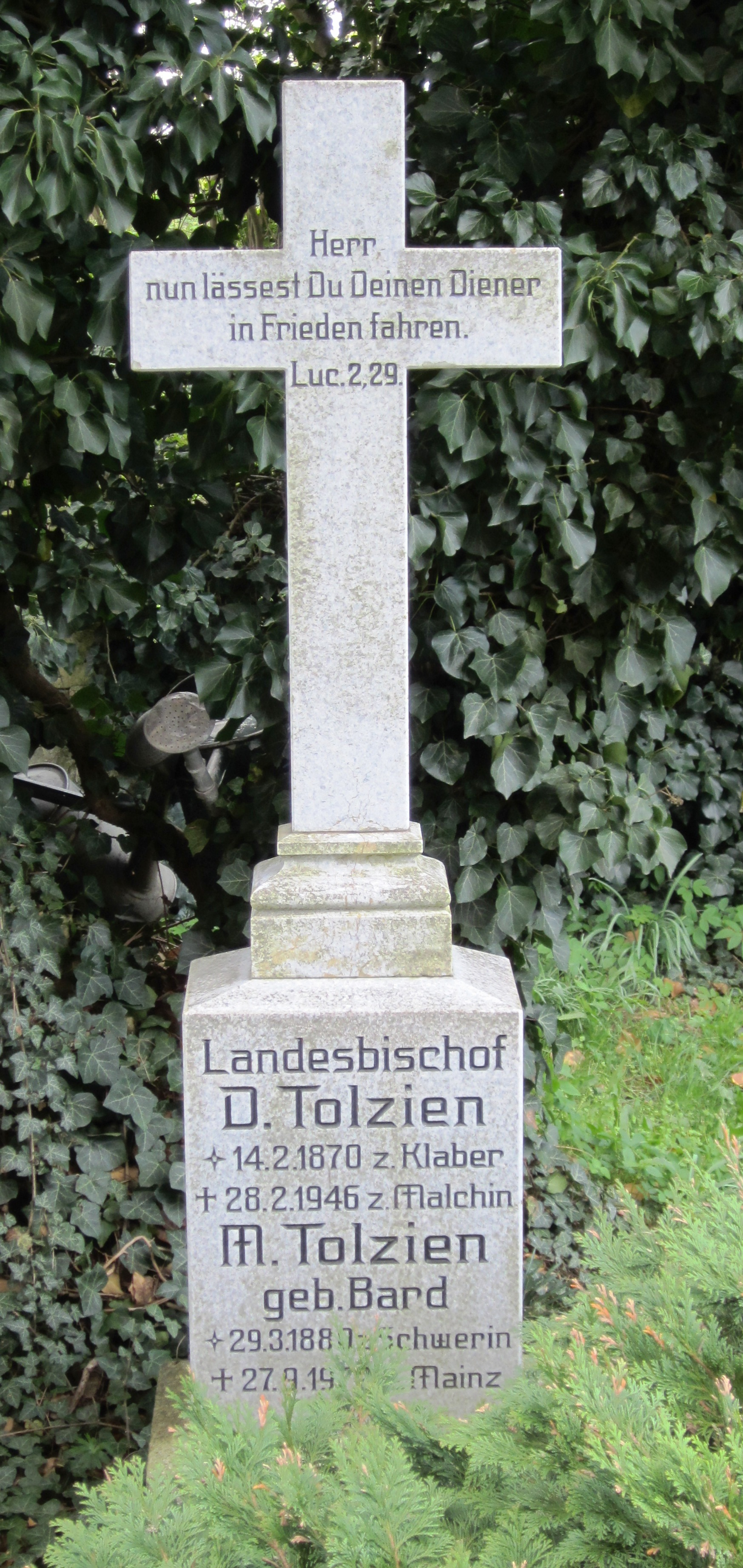
Grab des Ehepaares Tolzien in Basedow

## Werke in Auswahl
- Die Großherzöge von Mecklenburg-Schwerin, 1904.
- als Übersetzer: Johann Ernst Gerhard: Handbuch der Glaubenslehre Joh. Gerhards, 1. Teil, 2. Abteilung, 1907, ab S. 506.
- Zu dieser Deiner Zeit! Predigten, 1914.
- Das Kind in der Krippe liegend. Predigt, 1914.
- Die Tragik in des Kaisers Leben, 1915.
- Kriegspredigten im Dom zu Schwerin, 1915–1919.
- Der Weltkrieg und der lebendige Gott, 1916.
- Der unselige heilige Krieg, 1916.
- Die Seligpreisungen im Kriege, 1917.
- Staat und Kirche. Ein Zeitvortrag, 1919.
- Bibelkunde. Genaue Gliederungen und Inhaltsangaben der Bücher der Heiligen Schrift nebst einem Grundriß der heiligen Geschichte. Für verständige Bibelleser, 1923.
- 100 Zeitpredigten über die evangelischen Lektionen, 3 Bände.
- Die Leidensgeschichte des Herrn in 30 Zeitpredigten.
- Die Weltgeschichte in kurzer Tabellenform.
- Gemeindeabende. Eine Sammlung von volkstümlichen Vorträgen, 4 Bde., 1927–1929.
- Kirchenkunde. Kirchen- und Dogmengeschichte, Symbolik oder Unterscheidungslehren; Geschichte des Gottesdienstes, des Kirchenliedes und der Predigt. Für verständige Kirchenglieder, 1932.
- O Land, Land, Land, höre des Herrn Wort! Vierzig alttestamentliche Zeitpredigten, 1933.
- Du und Deine Seele. Ein Jahrgang Predigten über die alten Evangelien des Kirchenjahres, 2 Bde., 1937.
- Das Buch Daniel für bibellesende Gemeindeglieder, 1938.
- Die Offenbarung des Johannes, 1947.
- Chronik des Kirchspiels Zweedorf und Nostorf; Handschrift, 2 Bände (nicht beendet)